# Bertolínia

Bertolínia este un oraș în Piauí (PI), Brazilia.